# باردوبيتسه

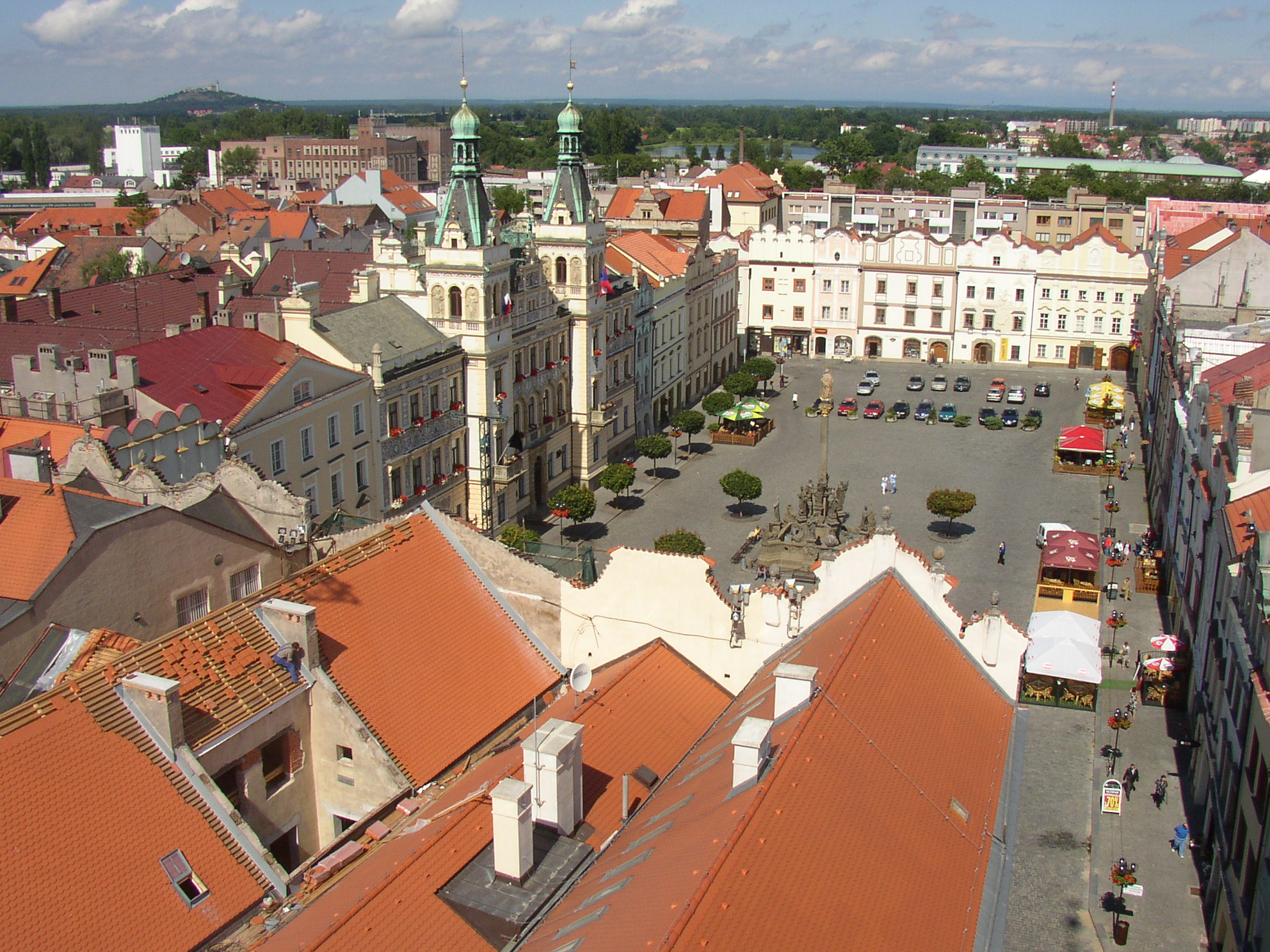

باردوبيتسه (بالتشيكية: Pardubice؛ بالألمانية: Pardubitz) هي مدينة في جمهورية التشيك. عدد سكانها 90,831 (احصاء 2010).

## توأمة
لباردوبيتسه اتفاقيات توأمة مع كل من:
- زيلب (أكتوبر 1991 - )[17]
- شونهبك (1993 - )[18]
- روزينانو ماريتيمو (1965 - )[19]
- برنيك (2008 - )[20]
- Skellefteå Municipality [الإنجليزية]‏ (أبريل 1968 - )[21]
- Bełchatów [الإنجليزية]‏ منذ (2013 - )[22]
- جنق قلعة (11 أغسطس 2012 - )[23]
- دوتينخيم (سبتمبر 1992 - )[24]
- لوثيان الشرقية [25]
- Golegã [الإنجليزية]‏ [26]
- شريش [27]
- ميرانو (2000 - )[28]
- سيجانا [29]
- Vysoké Tatry [الإنجليزية]‏ منذ (2004 - )[30]
- Waregem [الإنجليزية]‏ منذ (2008 - )[31]

## معرض صور

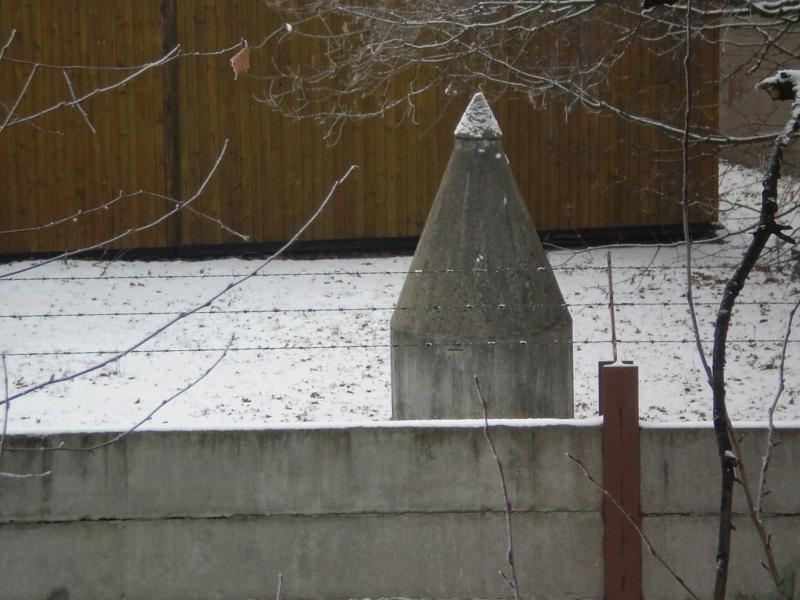
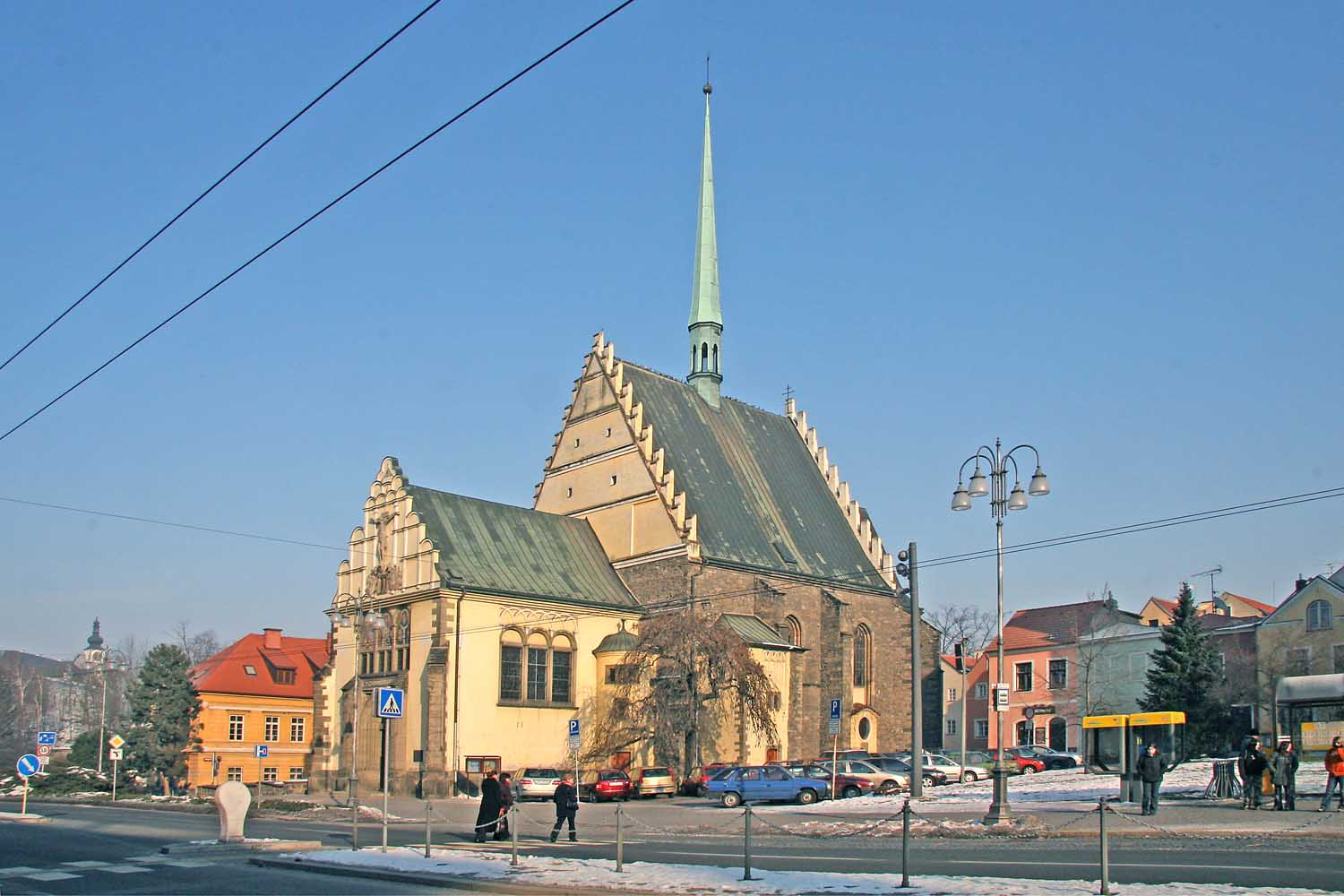
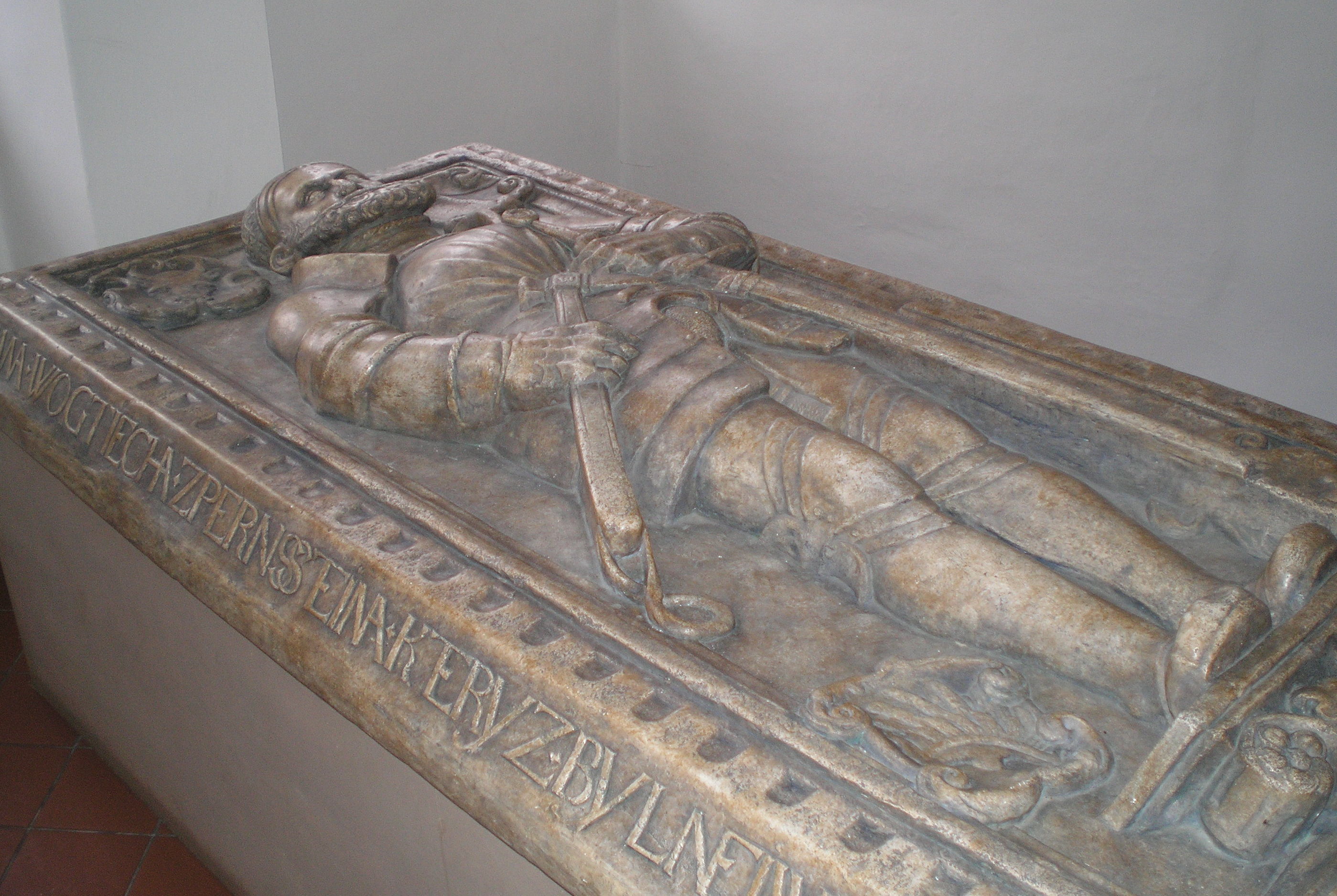
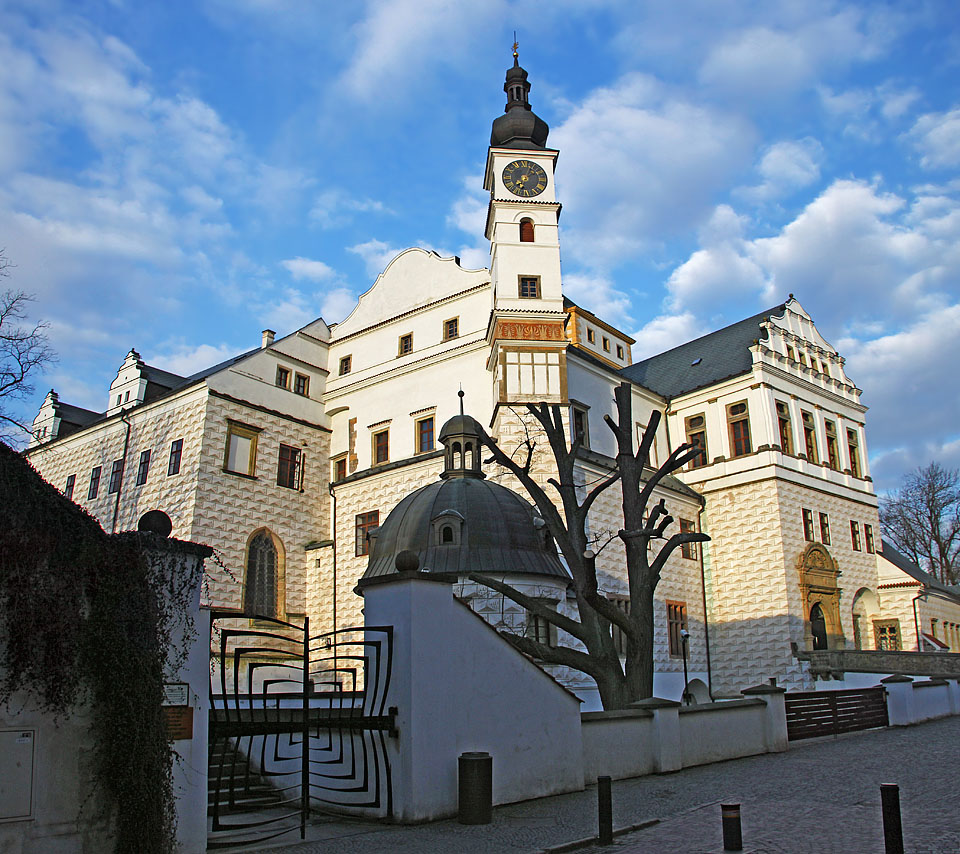

## أعلام
- فاكلاف مشيك
- جيري كوفمان
- كارولينا كوركوفا
- جيري جيدليكا
- غوستاف غارتنر
- ارتور كراوس
- جان بيرنر
- بترا كوليشوفا